# منطقة كايس

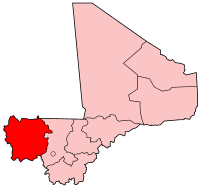
موقع منطقة كياس

منطقة كايس هو واحدة من ثمانية مناطق في مالي. وهذه هي أول منطقة إدارية من مالي وتغطي مساحة 120760 كيلومتر مربع. عاصمتها (مدينة كايس EN).

## الجغرافيا

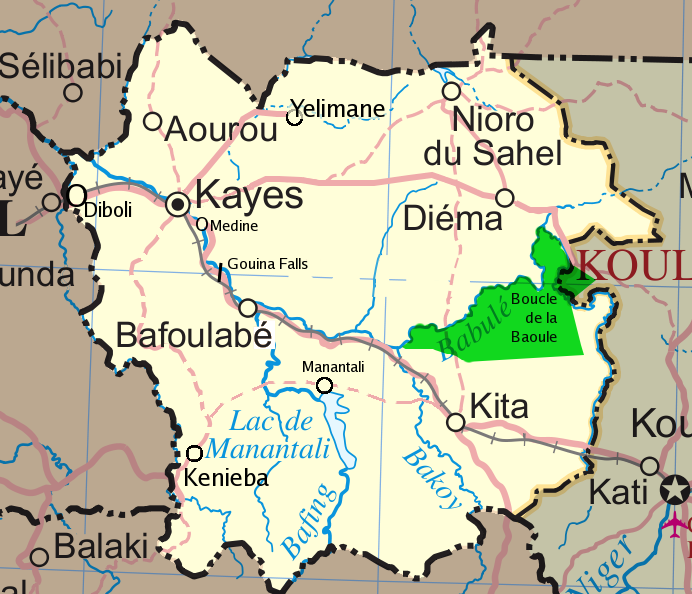
منطقة كايس ويظر في الخريطة منتزة Boucle du Baoulé National Park

### الحدود
- ويحد المنطقة من الشمال موريتانيا.
- ومن الغرب السنغال.
- ومن الجنوب غينيا.
- ومن الشرق منطقة كوليكورو

===السكان
- منطقة يبلغ عدد سكانها 1506299 نسمة.
- المجموعات العرقية في منطقة تشمل: Soninkés EN

و Khassonkés EN
و Malinkés EN
و Fulas (بالفرنسية:Peuls)EN

### الأنهار
تعبر عدة أنهار المنطقة:
- Baoulé
- Bafing EN
- نهر باخوي الذي يمر على بلدة بافولابي EN ليشكيل نهر السنغال وشلالات Félou (على بعد4 كم من كايس) ,و شلالات Gouina EN (على بعد 100 كيلومترا إلى الجنوب الشرقي من كايس على نهر السنغال)و الخوانق Talari EN وبحيرة Magui وبحيرة دورو تقع في المنطقة.

### المناخ
على الحدود الغينية المناخ رطب، ولكنه يصبح المناخ السوداني EN بعد ذلك ويصبح مناخ ساحل (أفريقيا) في الشمال.

### أكبر المدن
- كايس EN
- Nioro du Sahel EN
- Dièma
- Yélimané EN
- Sadiola EN
- بافولابي EN
- Kénébia EN
- كيتا (مالي)

### المنتزهات الوطنية
- EN Bafing National Park
- Boucle du Baoulé National Park EN

## المحافظات

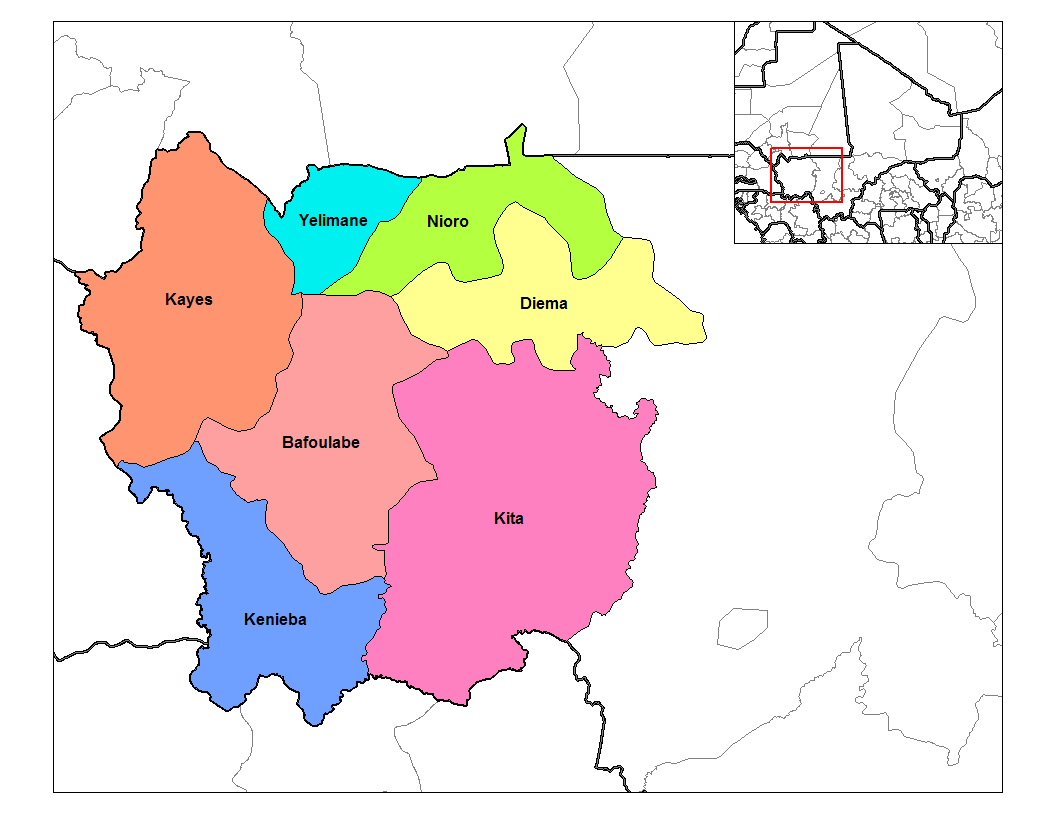
محافظات كايس

تنقسم كايس إلى سبعة محافظات:
- Bafoulabé Cercle EN
- Diema Cercle EN
- Kita Cercle EN
- Kéniéba Cercle EN
- Kayes Cercle EN
- Nioro du Sahel Cercle EN
- Yélimané Cercle EN

## التاريخ
منطقة كايس هي مهد للمملكة Khasso تأسست في بداية القرن 19.
في 1855، لويس Faidherbe حاكم السنغال، التي بنيت، حصن في المدينة المنورة التي ستكون محاصرة من قبل الحاج محمد عمر طويل القامة، في حرب 1857 ضد السيادة Khasso. في 1892، من بلدة كايس أصبحت عاصمة السودان الفرنسية.
بناء خط للسكك الحديدية في داكار والنيجر، الذي افتتح في 1904، والمصنوعة من كايس في المدينة مفترق طرق. أمر أساسي في وقت، والسكك الحديدية وكان مكانا هاما في حياة السكان، كما هو موضح في عثمان Sembène رواية ' والله القطع من الخشب.

## أعلام
- كارونغا كيتا
- موسى ليو سيديبي
- لاسانا باثيلي